# Gran Premio de los Países Bajos de Motociclismo de 1955
El Gran Premio de los Países Bajos de Motociclismo de 1955 fue la sexta prueba de la temporada 1955 del Campeonato Mundial de Motociclismo. El Gran Premio se disputó el 16 de junio de 1955 en el Circuito de Assen.

## Resultados 500cc
Después de toda la consternación entre la carrera de 350 y 500 cc, los pilotos comenzaron alrededor de las cuatro y media, inicialmente liderados por Reg Armstrong. Después de seis vueltas, Geoff Duke tomó la delantera y finalmente ganó por más de medio minuto. Detrás de Armstrong, Dreikus Veer, con la Gilera 500 4C, había remontado del undécimo al tercer puesto. Tres vueltas antes del final, Veer cometió un error, lo que provocó que Masetti terminara tercero. Drikus Veer fue el primer holandés de la historia en sumar puntos en la clase de 500cc. De esta manera, Duke se asegurada su sexto título mundial.
| Pos.    | Piloto            | Equipo    | Tiempo/Retirado | Puntos |
| ------- | ----------------- | --------- | --------------- | ------ |
| 1       | Geoff Duke        | Gilera    | 1:37"03'9       | 8      |
| 2       | Reg Armstrong     | Gilera    | +35'3           | 6      |
| 3       | Umberto Masetti   | MV Agusta | +2"05'3         | 4      |
| 4       | Dreikus Veer      | Gilera    |                 | 3      |
| 5       | Bob Brown         | Matchless |                 | 2      |
| 6       | Eddie Grant       | Norton    |                 | 1      |
| 7       | Piet Bakker       | Norton    |                 |        |
| 8       | Hans-Günter Jäger | Norton    |                 |        |
| 9       | Priem Rozenberg   | BMW       |                 |        |
| 10      | Phil Heath        | Norton    |                 |        |
| 11      | Rob Fitton        | Norton    |                 |        |
| 12      | Piet Knijnenburg  | Matchless |                 |        |
| 13      | Cas Swart         | Norton    |                 |        |
| 14      | Alfredo Milani    | Gilera    |                 |        |
| 15      | Gerrit ten Kate   | Norton    |                 |        |
| Ret     | Jack Ahearn       | Norton    | Ret             |        |
| Ret     | Bob Matthews      | Norton    | Ret             |        |
| Ret     | Eric Houseley     | Matchless | Ret             |        |
| Ret     | Jack Forrest      | BMW       | Ret             |        |
| Ret     | Peter Davey       | Norton    | Ret             |        |
| Ret     | Tony McAlpine     | BMW       | Ret             |        |
| Ret     | Giuseppe Colnago  | Gilera    | Ret             |        |
| Ret     | Anton Elbersen    | Norton    | Ret             |        |
| Ret     | Martinus van Son  | Norton    | Ret             |        |
| Ret     | Barry Stormont    | BSA       | Ret             |        |
| Ret     | Frederick Cook    | Matchless | Ret             |        |
| Ret     | Peter Murphy      | Matchless | Ret             |        |
| Fuente: |                   |           |                 |        |

## Resultados 350cc
La carrera de 350cc comenzó normalmente, pero en la primera vuelta, doce pilotos privados se fueron a boxes para protestar que se quejaron de la falta de salarios ofrecidos. Obtuvieron una respuesta económica inmediata de los organizadores quienes luego acudieron a las autoridades deportivas para una denuncia.
En medio de todo este desaguisado, Ken Kavanagh ganó la carrera con solo dos décimas por delante de su compañero Bill Lomas, que tenía seis puntos de ventaja al frente de la clasificación. Dickie Dale terminó tercero con Moto Guzzi por delante de August Hobl.
| Pos. | Piloto            | Moto       | Tiempo/Retirado | Puntos |
| ---- | ----------------- | ---------- | --------------- | ------ |
| 1    | Ken Kavanagh      | Moto Guzzi | 1:13"36'2       | 8      |
| 2    | Bill Lomas        | Moto Guzzi | +0'2            | 6      |
| 3    | Dickie Dale       | Moto Guzzi | +0'5            | 4      |
| 4    | August Hobl       | DKW        | +17'4           | 3      |
| 5    | Karl Hofmann      | DKW        | +2‘08“0         | 2      |
| 6    | Hans Bartl        | DKW        | +2‘42“7         | 1      |
| 7    | Hans Baltisberger | NSU        | +1 Vuelta       |        |
| 8    | Siegfried Wünsche | DKW        | +1 Vuelta       |        |
| 9    | Lo Simons         | AJS        |                 |        |
| 10   | Heinz Kauert      | AJS        |                 |        |
| Ret  | Bob Brown         | Matchless  | Ret/Protesta    |        |
| Ret  | Jack Ahearn       | Norton     | Ret/Protesta    |        |
| Ret  | Keith Campbell    | Norton     | Ret/Protesta    |        |
| Ret  | Bob Matthews      | Norton     | Ret/Protesta    |        |
| Ret  | Eric Houseley     | AJS        | Ret/Protesta    |        |
| Ret  | Peter Davey       | Norton     | Ret/Protesta    |        |
| Ret  | Phil Heath        | Norton     | Ret/Protesta    |        |
| Ret  | Rob Fitton        | Norton     | Ret/Protesta    |        |
| Ret  | Tony McAlpine     | Norton     | Ret/Protesta    |        |
| Ret  | Francis Flahaut   | Norton     | Ret/Protesta    |        |
| Ret  | Barry Stormont    | BSA        | Ret/Protesta    |        |
| Ret  | John Hempleman    | Norton     | Ret/Protesta    |        |
| Ret  | Peter Murphy      | AJS        | Ret/Protesta    |        |

## Resultados 250cc
La carrera de 250cc en Assen fue ganada por Bill Lomas pero repostó con el motor en marcha mientras repostaba por lo que fue descalificado. La victoria ahora fue para su compañero de equipo Luigi Taveri, por delante de Umberto Masetti y Hermann Paul Müller.
| Pos. | Piloto               | Moto       | Tiempo/Retirado | Puntos |
| ---- | -------------------- | ---------- | --------------- | ------ |
| 1    | Luigi Taveri         | MV Agusta  | 1:04"22'4       | 8      |
| 2    | Umberto Masetti      | MV Agusta  | +41'2           | 6      |
| 3    | Hermann Paul Müller  | NSU        | +43'8           | 4      |
| 4    | Enrico Lorenzetti    | Moto Guzzi | +57”8           | 3      |
| 5    | Cecil Sandford       | Moto Guzzi | +58”0           | 2      |
| 6    | Arthur Wheeler       | Moto Guzzi | +1‘35“2         | 1      |
| 7    | Günter Beer          | Adler      | +2‘12“9         |        |
| 8    | Jack Forrest         | NSU        | +3’04”4         |        |
| 9    | Kurt Knopf           | NSU        | +3’15”1         |        |
| 10   | Piet Knijenburg      | NSU        | +3’29”8         |        |
| 11   | Karl-Julius Holthaus | NSU        |                 |        |
| 12   | Lo Simons            | NSU        |                 |        |
| 13   | Ludwig Malchus       | NSU        |                 |        |
| DSQ  | Bill Lomas           | MV Agusta  | DSQ             |        |

## Resultados 125cc
Hubo poca emoción en la carrera de 125cc. Después de trece vueltas, las MV Agusta Carlo Ubbiali y Remo Venturi ya doblaban a todo el resto. Inicialmente, Luigi Taveri estaba en el liderato, pero se cayó. La victoria de Ubbiali le dio el título mundial de la cilindrada.
| Pos. | Piloto            | Moto      | Tiempo/Retirado | Puntos |
| ---- | ----------------- | --------- | --------------- | ------ |
| 1    | Carlo Ubbiali     | MV Agusta | 57"17'2         | 8      |
| 2    | Remo Venturi      | MV Agusta | +0'2            | 6      |
| 3    | Rudolf Grimas     | Mondial   | +1 Vuelta       | 4      |
| 4    | Bill Webster      | MV Agusta | +1 Vuelta       | 3      |
| 5    | Willi Scheidhauer | MV Agusta | +1 Vuelta       | 2      |
| 6    | Erich Wünsche     | MV Agusta | +1 Vuelta       | 1      |
| 7    | Gerrit Dupont     | MV Agusta | +1 Vuelta       |        |
| 8    | Jasper Kaspers    | Sparta    |                 |        |
| 9    | Bill Maddrick     | MV Agusta |                 |        |
| 10   | Jan Muijlwijk     | DKW       |                 |        |
| 11   | Jan Rietveld      | Eysink    |                 |        |
| Ret  | Moby Vierdag      | Eysink    | Ret             |        |
| Ret  | Karl Kronmuller   | MV Agusta | Ret             |        |
| Ret  | Luigi Taveri      | MV Agusta | Ret             |        |